# 哈爾科夫政府大樓空襲
2022年3月1日，俄羅斯聯邦武裝部隊襲擊烏克蘭東部大城哈爾科夫市內的哈爾科夫州政府行政大樓。

## 背景
2022年俄羅斯入侵烏克蘭期間，俄羅斯軍隊從烏克蘭西北部邊境入侵哈爾科夫州，其後在烏克蘭哈爾科夫市及其周邊地區爆發哈爾科夫戰役，其中俄軍對哈爾科夫政府大樓發動襲擊。  

## 過程

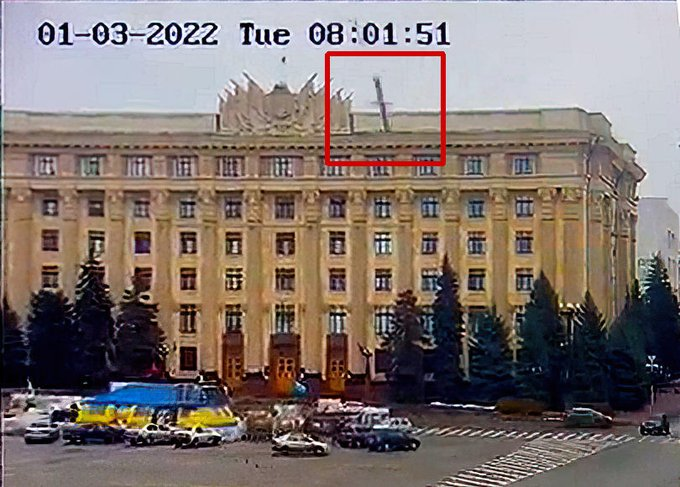
導彈擊中大樓的一刻

2022年3月1日上午8時01分和8時13分(UTC+3)，俄羅斯軍隊向哈爾科夫州行政大樓發射2枚3M-54「口徑」巡弋導彈，引發爆炸，至少造成29人死亡，35名平民受傷。大樓右翼被毀，大樓前自由廣場附近多棟建築物亦嚴重受損。
2022年6月，哈爾科夫地區軍事管理局局長表示，政府大樓已被認定無法修復。
2022年8月28日，俄羅斯武裝部隊從別爾哥羅德州發射2枚S-300導彈，並再次襲擊該大樓。第一枚導彈在行政大樓右翼附近爆炸，第二枚導彈擊中大樓後方的3層高建築，沒有造成人員傷亡。

## 調查
2023年11月13日，哈爾科夫一名男子涉嫌向俄羅斯提供信息，導致該市遭到空襲，包括行政大樓，而被法院判處終身監禁。 

## 外部鏈接
- 维基共享资源上的相關多媒體資源：哈爾科夫政府大樓空襲